# Sebkha d'Oran
Sebkha d'Oran är en saltöken i Algeriet.   Den ligger i provinsen Oran, i den norra delen av landet, 400 km väster om huvudstaden Alger.